# 台中市公車黃3路
台中市公車黃3路目前由計程車業者提供服務，採預約制，行駛自中興嶺到茄苳寮，此路線大部份行駛於新社區協中街、南華街，與273路線大致相同。

## 歷史
- 2020年6月3日：通車。[1]
- 2021年6月1日：原「新五村」端點延伸至「中興嶺」，往返各新增一班次。[2][3]

## 路線基本資料
全程行車里數約待查，全程行駛時間約20分鐘。往茄苳寮共17站，往中興嶺共17站。
自中興嶺起經新社區東山街、協中街、南華街到茄苳寮。

### 時刻表
每日行駛
| 台中市公車黃3路時刻表 | 台中市公車黃3路時刻表 | 台中市公車黃3路時刻表 | 台中市公車黃3路時刻表 |
| --------------------- | --------------------- | --------------------- | --------------------- |
| 中興嶺開時刻          | 中興嶺開備註          | 茄苳寮開時刻          | 茄苳寮開備註          |
| 07:40                 | -                     | 08:00                 | -                     |
| 14:55                 | -                     | 15:15                 | -                     |

### 收費
目前暫不收費。

### 停站
參見右側站牌路線圖。